# Przejmowanie elementów infrastruktury kolejowej przez Urząd Marszałkowski Województwa Dolnośląskiego
Przejmowanie elementów infrastruktury kolejowej przez Urząd Marszałkowski Województwa Dolnośląskiego – proces powolnego odpłatnego lub nieodpłatnego pozyskiwania linii kolejowych będących do tej pory w gestii spółki PKP Polskie Linie Kolejowe na własność województwa dolnośląskiego. Na koniec roku 2022 przejęto 23 linie o łącznej długości około 240 km, a ruch przywrócono na pięciu odcinkach. Samorząd województwa dolnośląskiego jako jedyny w Polsce prowadzi zorganizowane przejmowanie infrastruktury kolejowej. Zarządcą infrastruktury jest Dolnośląska Służba Dróg i Kolei we Wrocławiu. Odzyskane linie obsługują Koleje Dolnośląskie.

## Stan prawny

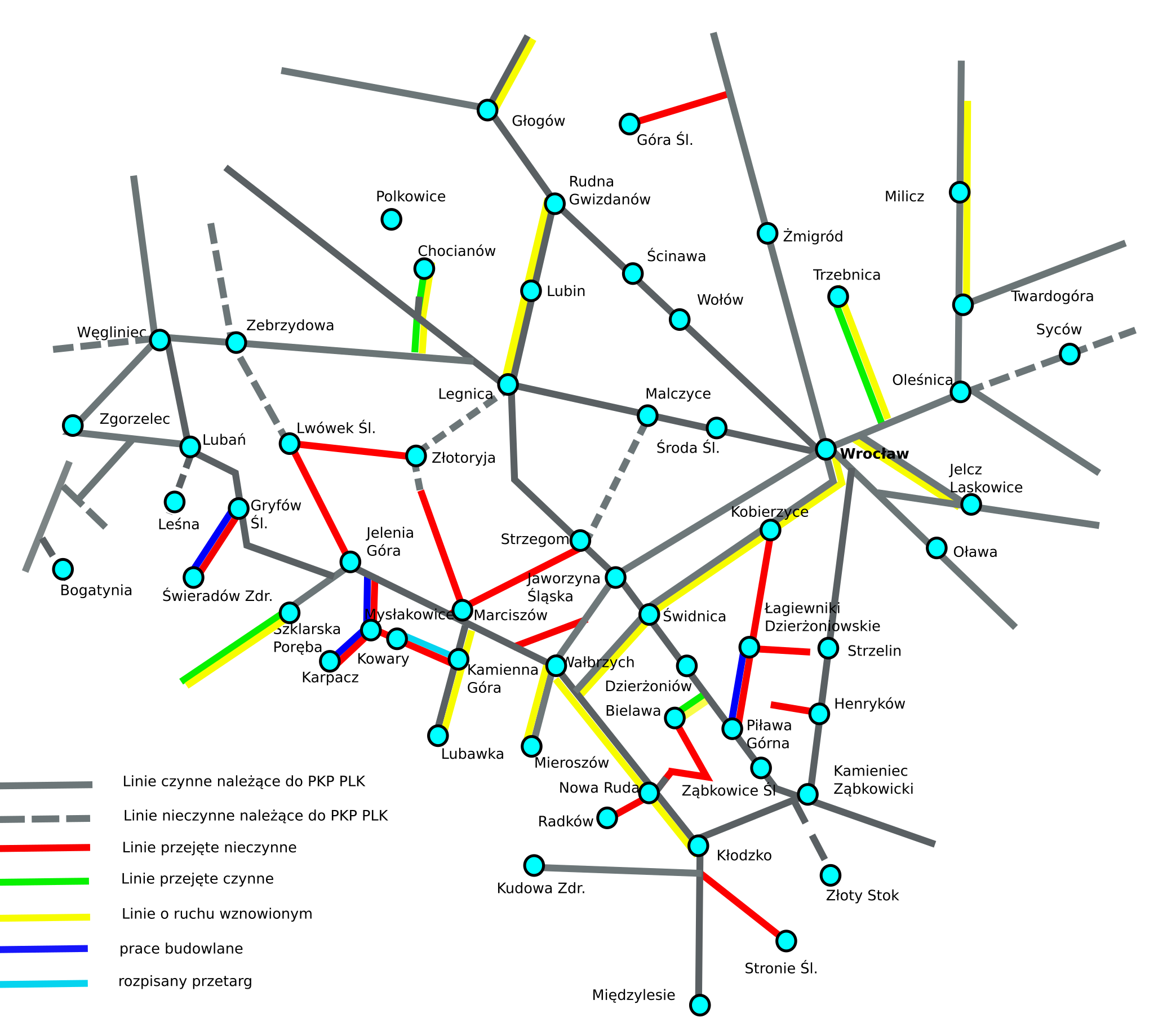
Przejmowanie linii kolejowych w woj. dolnośląskim, stan na 2023-10-15

Za organizację transportu w regionie odpowiedzialni są marszałkowie województw. Zgodnie z prawem jednostki samorządu terytorialnego mogą przejmować te linie, które nie są istotne dla działania całej sieci w kraju i mają znaczenie wyłącznie lokalne. Generalnie przejmowane mogą być te linie, na których obecnie nie istnieje ruch kolejowy bądź jest śladowy. Przejmowanie może odbywać się za opłatą lub bez. Przepisem regulującym przejmowanie mienia kolejowego jest artykuł 39 Ustawy o restrukturyzacji, komercjalizacji i prywatyzacji PKP z 8 września 2000 r.

## Charakterystyka kolejowa regionu
Województwo dolnośląskie ma wysoki wskaźnik wykorzystania kolei w transporcie lokalnym i regionalnym; statystyczny mieszkaniec regionu odbywał rocznie 9,4 podróży koleją i jest to czwarty wynik w Polsce (stan na 2018). Aż 88% podróży stanowiły przewozy regionalne i aglomeracyjne. Przeważają przewozy w aglomeracji wrocławskiej. Na terenie województwa działa dwóch przewoźników: Polregio i należące do marszałka województwa Koleje Dolnośląskie (które powoli wypierają innych przewoźników w zakresie transportu regionalnego i lokalnego).
Polityka województwa ukierunkowana jest na odzyskiwanie połączeń utraconych w przeszłości i rozwoju oferty lokalnej. Jedną z głównych przeszkód w intensyfikacji ruchu są rozwinięte prace remontowe oraz niewydolność szlaków.
Na tle pozostałych regionów Polski Dolny Śląsk miał najgęściej rozwiniętą sieć kolejową, do 1945 roku obsługująca wszystkie miasta regionu (choć w latach 30. regres pochłonął tzw. kolej sowiogórską). Lata powojenne to proces likwidacji linii uznanych za nierentowne. Tylko do roku 1989 zlikwidowano 277 km linii kolejowych; mimo to gęstość sieci była największa w Polsce i wynosiła 12,4 km na 100 km², a w r. 2009 spadła do poziomu 8,8 km na 100 km² – po 1990 r. Łącznie 700 km linii zostało zlikwidowanych.

## Historia

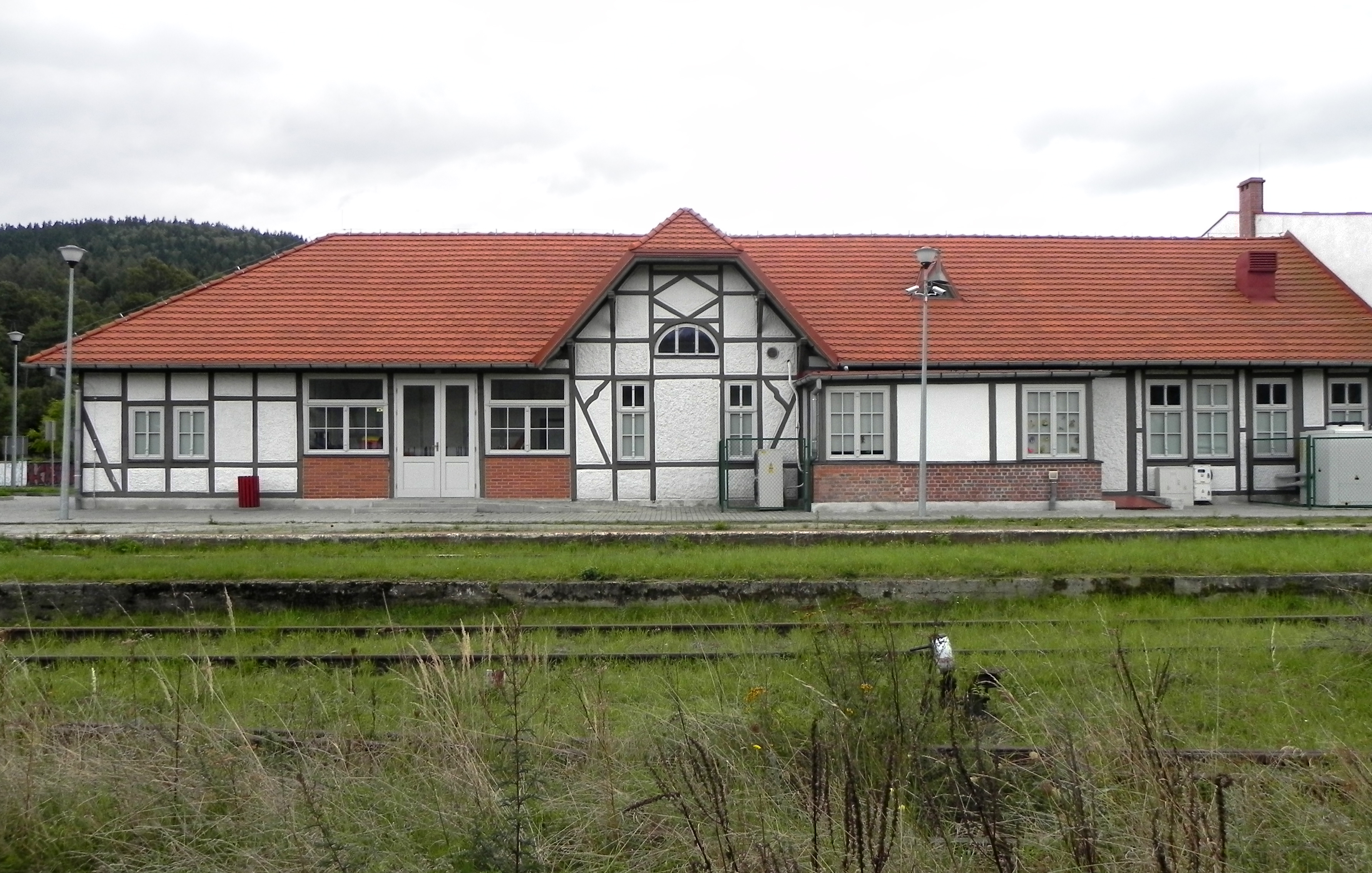
Rewitalizacja linii kolejowej do Stronia Śląskiego jest jednym z najważniejszych zadań samorządu dolnośląskiego

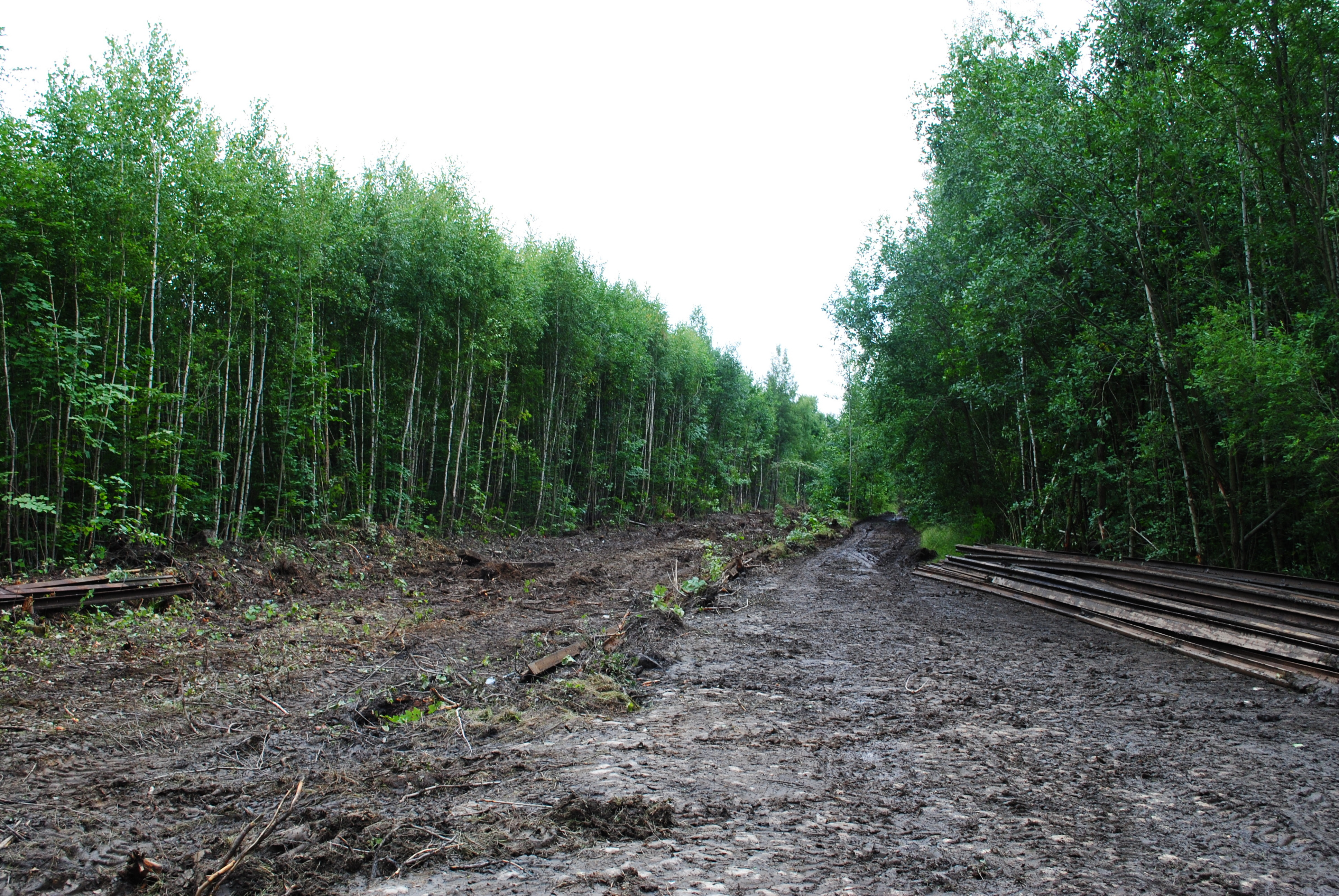
Fragment przygotowywanej wówczas do odbudowy linii kolejowej nr 336 przy przystanku Krobica (sierpień 2021)

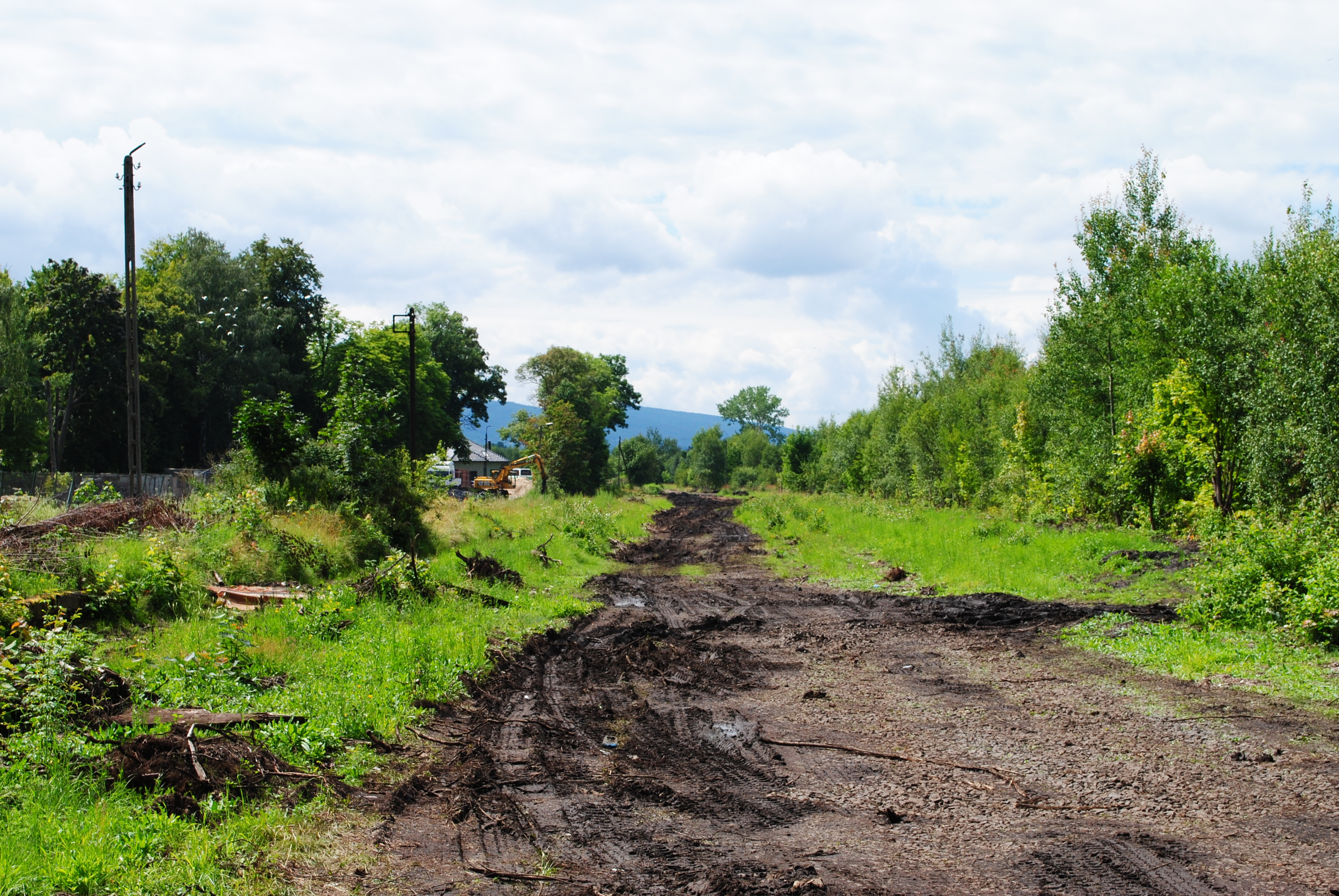
Fragment linii kolejowej nr 336 za dawną stacją Mirsk w trakcie przygotowywania do jej odbudowy (sierpień 2021)

Lata 90. XX wieku to okres zamykania nierentownych linii kolejowych, zwłaszcza na Dolnym Śląsku, który miał gęstą siatkę połączeń. Do roku 2000 zamknięto ok. 40 linii kolejowych, zwłaszcza niewielkich, o znaczeniu lokalnym, jak np. Malczyce – Jawor, Wrocław Psie Pole – Trzebnica, Dzierżoniów Śląski – Bielawa Zachodnia. Zlikwidowano połączenia zwłaszcza do niewielkich miejscowości, leżących z dala od dużych ośrodków, co spowodowało i pogłębiło problem wykluczenia komunikacyjnego w Polsce. Główne powody likwidacji linii to pogarszający się stan infrastruktury oraz wygaszanie popytu.
Pierwszą w Polsce inicjatywą samorządową prowadzącą do wprowadzenia własnych środków transportu na infrastrukturze należącej do PKP była powołana w roku 1991 Lubuska Kolej Regionalna. Pierwsza próba przejęcia linii kolejowej przez samorząd nastąpiła w 2001 w powiecie hajnowskim. Starosta planował przejęcie odcinka linii kolejowej nr 52 z Hajnówki do Białowieży.
Pierwszą linią przejętą przez samorząd dolnośląski była linia Wrocław Zakrzów – Trzebnica. Prace nad przejęciem trwały od roku 2007, a linię po dziewięciomiesięcznym remoncie oddano do użytku w roku 2009. Linia zdobyła popularność i jest zatłoczona, w związku z czym w roku 2022 zaplanowano jej elektryfikację i wybudowanie mijanki.
W latach 2018–2020 dolnośląski samorząd przejął od PKP 12 odcinków o łącznej długości ponad 136 km. Pozyskane odcinki samorząd remontuje własnym sumptem po cenach dużo niższych niż PKP PLK – 1,1 mln zł za kilometr w porównaniu z 8,0 mln zł (stan na 2017), które wymaga PKP PLK. Pieniądze na remonty samorząd czerpie z Regionalnego Programu Operacyjnego Województwa Dolnośląskiego.
W roku 2022 ruszył program Kolej Plus, będący pomysłem na ratowanie transportu kolejowego pieniędzmi rządowymi. Województwo dolnośląskie wystawiło do udziału w tym programie 4 projekty, odrzucony został projekt rewitalizacji linii kolejowej z Kobierzyc do Piławy Górnej, mający w zamierzeniu poprawić skomunikowanie z regionem powiatu ząbkowickiego. Linia jest własnością samorządu.
PKP PLK nie są zbyt chętne w przekazywaniu samorządom swojego majątku i doszło przy tym do wielu zatargów proceduralnych. W województwie lubuskim na linii 371 samorządom przekazano wyłącznie nasypy bez torów, które rozebrano. Na nasypach samorządy planują zbudować sieć dróg rowerowych. Stosunkowo długo trwało przekazywanie krótkiego odcinka między Dzierżoniowem a Bielawą (który w roku 2022 funkcjonuje). Plusem deklaracji przejęcia jest jednak zaniechanie przez PKP prac rozbiórkowych na zgłoszonej do przejęcia linii.

## Przejęte linie kolejowe
Do 28 marca 2024 roku samorząd przejął następujące linie kolejowe:
| Numer linii | Odcinek                                   | kilometraż                        | stan             |
| ----------- | ----------------------------------------- | --------------------------------- | ---------------- |
| 283         | Jelenia Góra – Lwówek Śląski              | od km 2,140 do km 33,316          | nieczynna        |
| 284         | Jerzmanice-Zdrój – Lwówek Śląski          | od km 24,444 do km 48,157         | nieczynna        |
| 291         | Szczawno-Zdrój – Sobięcin                 | od km 3,400 do km 17,140          | nieczynna        |
| 302         | Strzegom – Marciszów                      | od km 44,835 do km 73,040         | nieczynna        |
| 303         | Duninów – Przemków Odlewnia               | od km 7,880 do km 31,100 (10,970) | częściowo czynna |
| 308         | Pisarzowice – Jelenia Góra                | od km 7,945 do km 37,818          | częściowo czynna |
| 310         | Kobierzyce – Piława Górna                 | od km 0,174 do km 38,645          | prace budowlane  |
| 311         | Szklarska Poręba Górna – Granica Państwa  | od km 29,844 do km 43,138         | czynna           |
| 312         | Wojcieszów – Nowy Kościół                 | od km 16,090 do km 33,430         | nieczynna        |
| 316         | Chojnów – Rokitki                         | od km 21,832 do km 26,755         | czynna           |
| 317         | Gryfów Śląski – Świeradów-Zdrój           | od km 0,668 do km 16,544          | czynna           |
| 318         | Srebrna Góra – Bielawa Zachodnia          | od km 12,380 do km 28,295         | prace budowlane  |
| 319         | Kondratowice – Łagiewniki Dzierżoniowskie | od km 46,200 do km 51,139         | nieczynna        |
| 320         | Ciepłowody – Ciepłowody                   | od km 9,982 do km 13,282          | nieczynna        |
| 322         | Kłodzko Nowe – Stronie Śląskie            | od km 9,700 do km 24,622          | przetarg         |
| 323         | Nowa Wieś Grodziska – Nowa Wieś Grodziska | od km 0,303 do km 2,065           | nieczynna        |
| 326         | Wrocław Zakrzów – Trzebnica               | od km 1,260 do km 19,903          | czynna           |
| 327         | Ścinawka Średnia – Radków                 | od km 6,248 do km 14,255          | nieczynna        |
| 327         | Wolibórz – Nowa Ruda Słupiec              | od km –5,380 do km 0,000          | nieczynna        |
| 331         | Roztoka – Roztoka                         | od km 13,332 do km 14,638         | nieczynna        |
| 335         | Henryków – Ciepłowody                     | od km –0,279 do km 10,080         | nieczynna        |
| 340         | Mysłakowice – Karpacz                     | od km –0,247 do km 7,055          | czynna           |
| 341         | Bielawa Zachodnia – Dzierżoniów           | od km –0,530 do km 5,118          | czynna           |
| 345         | Kamienna Góra – Pisarzowice               | od km 1,780 do km 3,040           | przetarg         |
| 372         | Bojanowo – Góra Śląska                    | od km 0,600 do km 15,305          | nieczynna        |

### Linia Duninów – Przemków Odlewnia
Linia kolejowa nr 303 z Rokitek do Niegosławic była czynna od 1890 roku, a od lat 90. zaczęła popadać w degradację począwszy w 1991 roku kiedy zamknięto ruch pasażerski na odcinku Chocianów – Niegosławice, a w 1994 roku towarowy na odcinku Przemków Odlewnia – Niegosławice. W 2000 roku zamknięto dla ruchu pasażerskiego odcinek Rokitki – Chocianów oraz dla ruchu towarowego Chocianów – Przemków Odlewnia. W 2005 roku zamknięto ostatni fragment linii kolejowej nr 303 dla ruchu towarowego z Duninowa do Chocianowa pozostawiając jedynie czynny dla ruchu towarowego sześciokilometrowy fragment Rokitki – Duninów do składu jednostki wojskowej 4 Regionalnej Bazy Logistycznej.
Na podstawie uchwały z dnia 24 stycznia 2019 roku województwo podjęło zgodę na przejęcie linii kolejowej nr 303 na odcinku Duninów – Chocianów, a formalne przejęcie nastąpiło 16 grudnia 2020 roku. Prace trwały czternaście miesięcy, a uruchomienie połączeń pasażerskich nastąpiło 11 grudnia 2022 roku wraz z uruchomieniem połączeń pasażerskich relacji Legnica – Chocianów.
W grudniu 2023 roku samorząd województwa dolnośląskiego przejął odcinek Chocianów – Przemków Odlewnia, na którym wkrótce rozpoczęto oczyszczanie szlaku. Uruchomienie połączeń do Przemkowa zakładane jest pod koniec roku 2025, a docelowo planowana jest również rewitalizacja odcinka Przemków Odlewnia – Niegosławice w celu uruchomienia połączeń Legnica – Głogów przez Przemków, Niegosławice, Gaworzyce i Żukowice od rozkładu jazdy 2026/2027. 14 marca 2025 roku ogłoszono przetarg na rewitalizację odcinka Chocianów – Przemków Odlewnia

### Linia Kobierzyce – Piława Górna

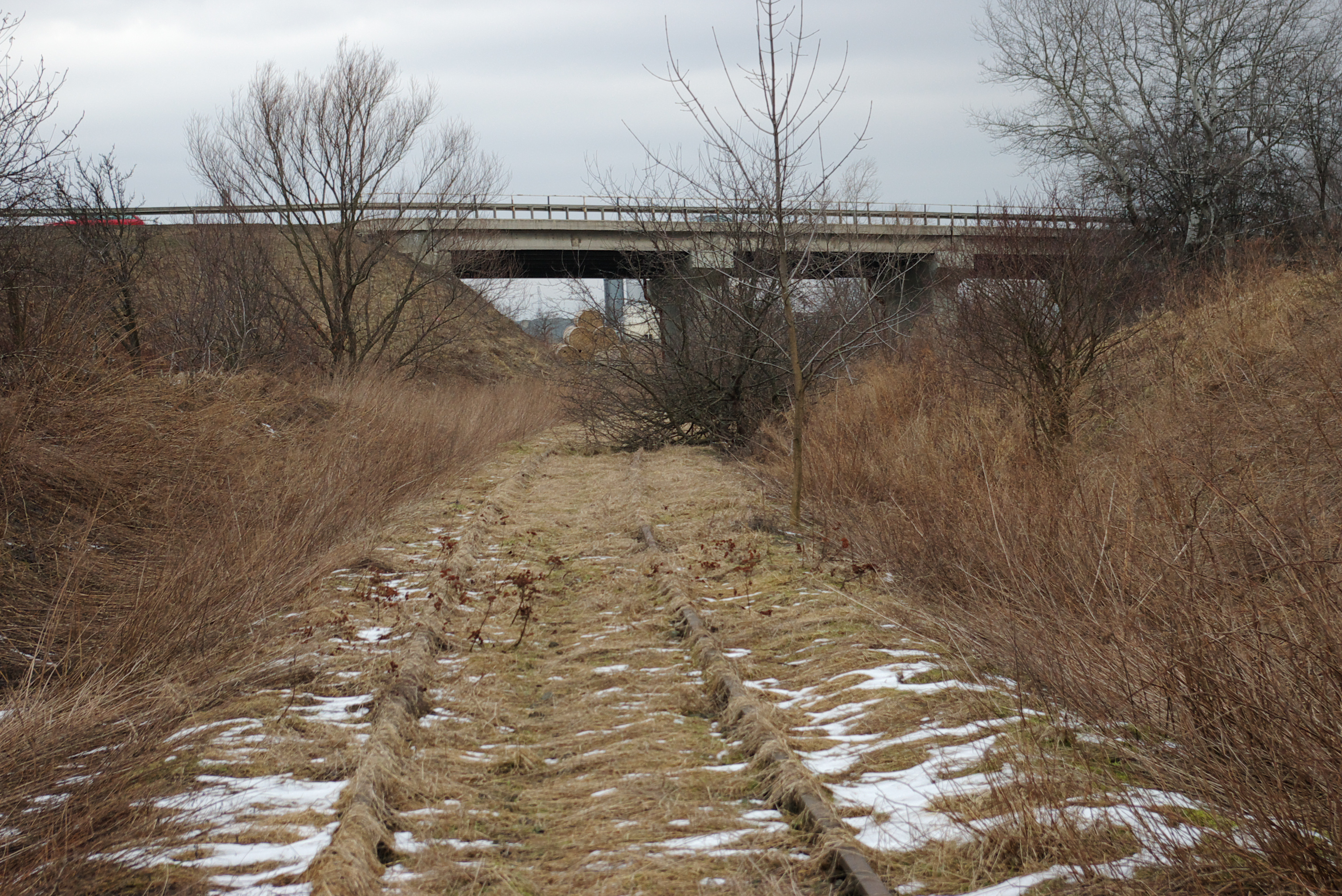
Linia kolejowa nr 310 w okolicach Niemczy, przejęta przez samorząd

Linia kolejowa nr 310 prowadzi ze stacji Kobierzyce do Piławy Górnej na linii podsudeckiej. Stanowi połączenie Wrocławia z powiatem ząbkowickim. Po raz ostatni ruch pasażerski odbył się na niej w roku 1996, a wszelki ruch kolejowy ustał kilka lat później, W roku 2019 samorząd dolnośląski przejął linię od PKP. Władze Dolnego Śląska spróbowały wystawić ten odcinek do remontu przez PLK jako element programu Kolej Plus, jednak projekt upadł w drugiej fazie rekrutacji w kwietniu 2022. Samorząd postanowił jednak działać dalej; w grudniu 2022 ogłoszono przetarg na wykonanie prac między Łagiewnikami Dzierżoniowskimi a Piławą Górną. Warunki przetargu to podniesienie maksymalnej prędkości pociągów pasażerskich do 80 km/h, spełnienie normy dla linii kolejowych 3 klasy, a także remont przejazdów kolejowo-drogowych na linii, łącznie z wprowadzeniem sygnalizacji świetlnej. Postanowiono odbudować przystanki: Łagiewniki Dzierżoniowskie, Niemcza, Wilków i Przerzeczyn, a także zbudować dodatkowy przystanek w Niemczy. Zakończenie remontu przewidywano na 31 maja 2024 roku, jednak prace się przedłużyły.
Docelowo w grudniu 2024 roku przejezdny ma być odcinek Łagiewniki – Piława Górna, natomiast odcinek Kobierzyce – Łagiewniki ma zostać uruchomiony w rozkładzie jazdy 2025/2026.

### Linia Szklarska Poręba Górna – Granica Państwa

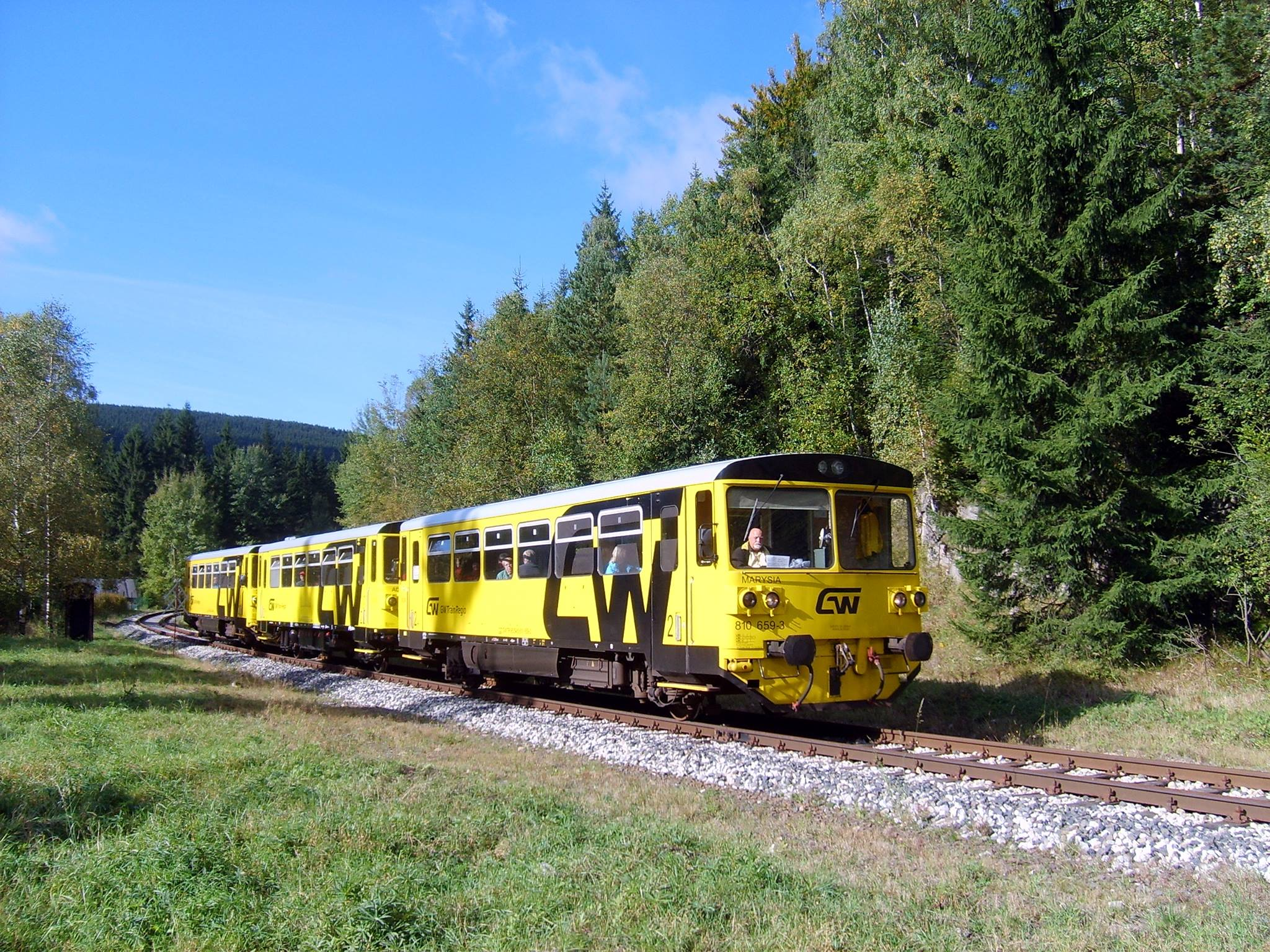
Pociąg GW Train Regio obsługiwany przez wagon spalinowy serii 810 w Szklarskiej Porębie w 2010 roku

Odcinek Szklarska Poręba Górna – Granica Państwa jest niezelektryfikowanym fragmentem linii kolejowej nr 311 o długości trzynastu kilometrów biegnący przez pasmo Gór Izerskich. Do 1945 roku odcinek był zelektryfikowany na którym poniemiecka sieć trakcyjna została rozebrana przez Armię Czerwoną i wywieziona do ZSRR jako łup wojenny na mocy porozumienia z dnia 8 lipca 1945 roku. W 1947 roku zawieszono ruch pasażerski na odcinku Szklarska Poręby Huta – granica państwowa, a w 1957 roku na odcinku Szklarska Poręby Górna – Szklarska Poręby Huta.
W dniu 8 maja 2009 uroczyście rozpoczęto remont linii kolejowej od Szklarskiej Poręby do granicy Polski i dalej do Kořenova. Jego wykonawcą była wrocławska firma Dolkom S.A., a jego przewidywany koszt został oszacowany na około 14 mln zł. Zakończenie remontu, pierwotnie planowane na 30 listopada 2009 roku, z powodu długotrwałej i mroźnej zimy nastąpiło w połowie czerwca 2010 roku. 2 lipca 2010 po wielu dekadach przerwy nastąpiło uroczyste otwarcie linii, a dzień później rozpoczęły się regularne kursy (początkowo tylko do Jakuszyc). W 2010 rozkład przewidywał sześć kursów dziennie z Kořenova do Szklarskiej Poręby Górnej i z powrotem.

### Linia Chojnów – Rokitki
Ośmiokilometrowy odcinek linii kolejowej nr 316 Chojnów – Rokitki był czynny w latach 1906–2002. Urząd Marszałkowski Województwa Dolnośląskiego wielokrotnie zwracał się do PKP PLK w zakresie przejęcia fragmentu tego odcinka. W 2014 roku linia została przeznaczona do rozbiórki do której ostatecznie nie doszło.
Na podstawie uchwały z dnia 24 stycznia 2019 roku województwo podjęło zgodę na przejęcie linii kolejowej nr 316 na odcinku Chojnów – Rokitki z wyłączeniem krótkich fragmentów linii w samych stacjach Chojnów oraz Rokitki, co nastąpiło 29 kwietnia tego samego roku po podpisaniu protokołu przejęcia linii.
W latach 2021–2022 przeprowadzono prace rewitalizacyjne, a otwarcie linii dla ruchu pasażerskiego nastąpiło 11 grudnia 2022 roku po uruchomieniu połączeń Legnica – Chocianów.

### Linia Gryfów Śląski – Świeradów-Zdrój

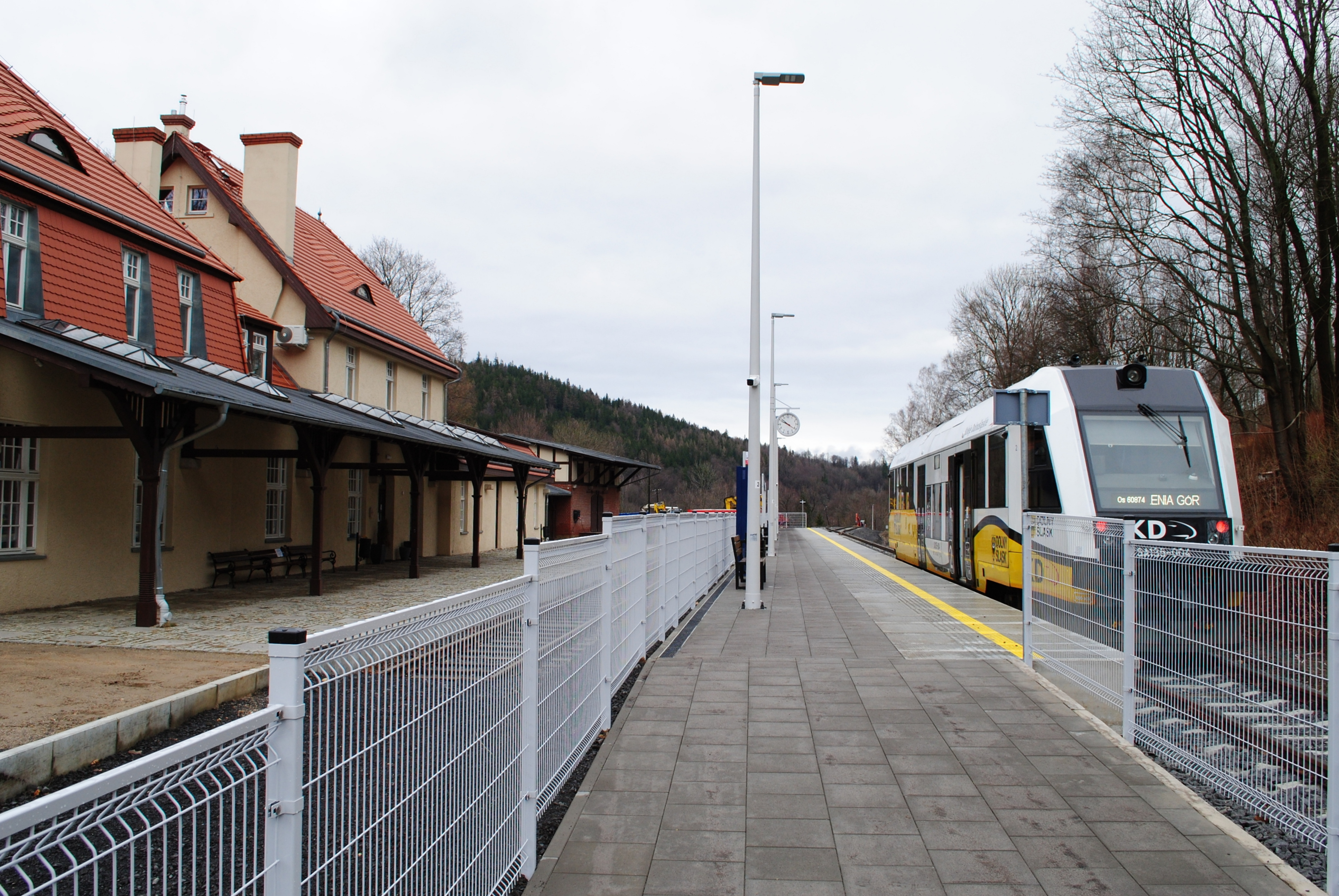
Szynobus SA135 na przystanku osobowym w Świeradowie-Zdroju w lutym 2024 roku

Linia kolejowa z Gryfowa Śląskiego do Świeradowa-Zdroju pierwotnie była podzielona jako dwie osobne linie: Numer 284 na odcinku Gryfów Śląski – Mirsk i 336 jako linia kolejowa Mirsk – Świeradów-Zdrój Nadleśnictwo, która do 1945 roku nazywana była Koleją Gór Izerskich (Isergebirgsbahn) z uwagi na przebieg w okolicy szczytu Zajęcznika wchodzącego w skład grzbietu Gór Izerskich. Ruch pasażerski z Gryfowa Śląskiego do Mirska funkcjonował od 1884 roku, a od 1909 połączenia wydłużono do Świeradowa-Zdroju. Ruch pasażerski na całym fragmencie funkcjonował do 11 lutego 1996 roku kiedy został zawieszony, a towarowy został zlikwidowany w 1998 roku. W 1999 roku odcinek Gryfów Śląski – Mirsk został przemianowany jako linia kolejowa nr 317, a w 2023 roku włączono w skład linii zrewitalizowany fragment linii kolejowej nr 336 zmieniając nazwę odcinka na Gryfów Śląski – Świeradów-Zdrój.
Linię z Gryfowa Śląskiego do Świeradowa-Zdroju rewitalizowano ok. 18 miesięcy, a całkowity koszt wyniósł 60 milionów złotych, a do inwestycji dopłaciły również samorządy: 5 mln zł od Świeradowa-Zdroju, po milionie złotych od Mirska i Gryfowa. Uroczyste otwarcie linii nastąpiło 7 grudnia 2023, a dla pasażerów linię uruchomiono 10 grudnia. Inwestycja miała również przeciwników; uważali oni, że linia będzie nieopłacalna, a bardziej racjonalne byłoby wybudowanie na dawnym torowisku ścieżki rowerowej. Według informacji Kolei Dolnośląskich, w grudniu 2023 linia obsłużyła ponad 6 tysięcy pasażerów, a w styczniu 2024 z nowej linii skorzystało 6640 pasażerów, co daje około 200 pasażerów dziennie.

### Kłodzko Nowe – Stronie Śląskie
Linia z Kłodzka do Stronia Śląskiego została otwarta w 1897 roku i funkcjonowała do 2004 roku w ruchu pasażerskim, a w 2007 roku ruch towarowy ustał na odcinku Ołdrzychowice OMYA – Stronie Śląskie.
W trakcie prób przejęcia linii przez DSDiK napotkano problemy własnościowe, które trwały do 14 września 2023 roku, kiedy trasa została przejęta w zarząd na 30 lat z możliwością przejęcia ostatecznego.
W oczekiwaniu na przejęcie linii Koleje Dolnośląskie uruchomiły we wrześniu 2022 zastępcze połączenie autobusowe na linii Kłodzko – Stronie Śląskie, wpisane do rozkładu jazdy pociągów. 
W 2024 roku województwo dolnośląskie zadeklarowało plan uruchomienia połączeń kolejowych do Stronia Śląskiego w 2026 roku. 29 stycznia 2025 roku ogłoszono przetarg na rewitalizację linii kolejowej nr 322.

### Linia Wrocław Zakrzów – Trzebnica
Położony w aglomeracji wrocławskiej odcinek Wrocław Zakrzów – Trzebnica stanowi fragment linii kolejowej nr 326 o długości dziewiętnastu kilometrów łącząc miasto wojewódzkie Wrocław z Trzebnicą. Linia została otwarta w 1886 roku i funkcjonowała w ruchu pasażerskim do 1991 roku, a w ruchu towarowym do 1999 roku z wyjątkiem odcinka Wrocław Psie Pole – Wrocław Zakrzów, który pozostał własnością PKP PLK.
W 2007 roku urząd marszałkowski województwa dolnośląskiego przejął linię od PKP PLK, a następnie rozpoczęto prace nad rewitalizacją linii. 20 września 2009 roku uruchomiono połączenia pasażerskie z Wrocławia do Trzebnicy. W 2024 roku zaplanowano budowę mijanki na trasie oraz zabezpieczono środki na elektryfikację linii.

### Linia Kamienna Góra – Jelenia Góra i Mysłakowice – Karpacz

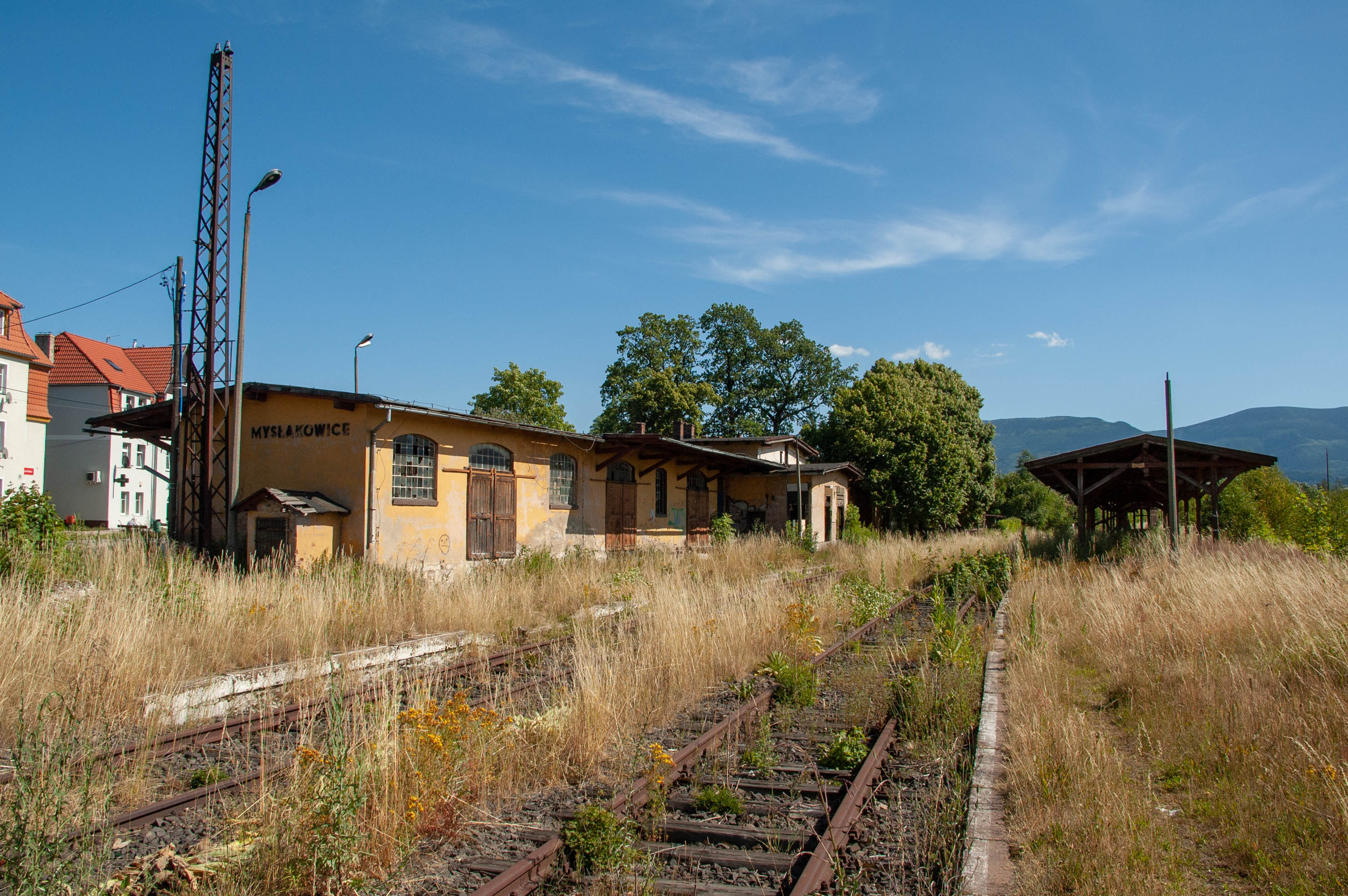
Budynek stacji w Mysłakowicach, stan na rok 2019

Linia do Karpacza i Kowar działała od roku 1895 do 1986 roku do Kowar oraz do roku 2000 do Karpacza. Przed wojną była zelektryfikowana, w r. 1945 wojska radzieckie rozebrały sieć trakcyjną na wszystkich odcinkach na południe od linii Wałbrzych – Jelenia Góra. Przed przejęciem trasy od PKP, w r. 2020 przygotowano studium wykonalności dla linii do Karpacza i Kowar, uwzględniające ponowną elektryfikację, z czego później się jednak wycofano. Przejęcie linii 345 Kamienna Góra – Pisarzowice, 308 Pisarzowice – Kowary – Jelenia Góra i 340 Mysłakowice – Karpacz nastąpiło 8 czerwca 2021. Jako pierwszy remontowany jest odcinek Jelenia Góra – Mysłakowice, a pieniądze na ten cel pochodzą z programu Polski Ład. Na wykonawcę remontu została wybrana jaworska firma Infrakol. Plan przygotowania linii objął m.in. konieczność wycięcia około 3800 drzew, demontaż starego systemu torów, zmianę podsypki wraz ze ścięciem jej górnej warstwy. Do przygotowania pozostał plan wykonania części Mysłakowice – Ogorzelec – Pisarzowice – Kamienna Góra. Równolegle swoje inwestycje planują samorządy: na remont dworca Kowarom udało się pozyskać 4,5 mln zł z Polskiego Ładu; miejsce tam ma znaleźć informacja turystyczna, Muzeum Rzemiosła Kowar i biblioteka miejska.
15 grudnia 2022 roku ogłoszono przetarg na przygotowanie placu budowy pod rewitalizację linii kolejowej nr 340 do Karpacza, do przetargu wpłynęło jedenaście ofert. W marcu rozpoczęto prace budowlane.
14 czerwca 2025 do Karpacza przybył pociąg specjalny prowadzony lokomotywą SP42 będącą tą samą lokomotywą, która 25 lat wcześniej prowadziła ostatni skład na linii. 15 czerwca 2025 roku przywrócono rozkładowy ruch pociągów do Jeleniej Góry obsługiwany przez Koleje Dolnośląskie.

### Srebrna Góra – Bielawa – Dzierżoniów Śląski

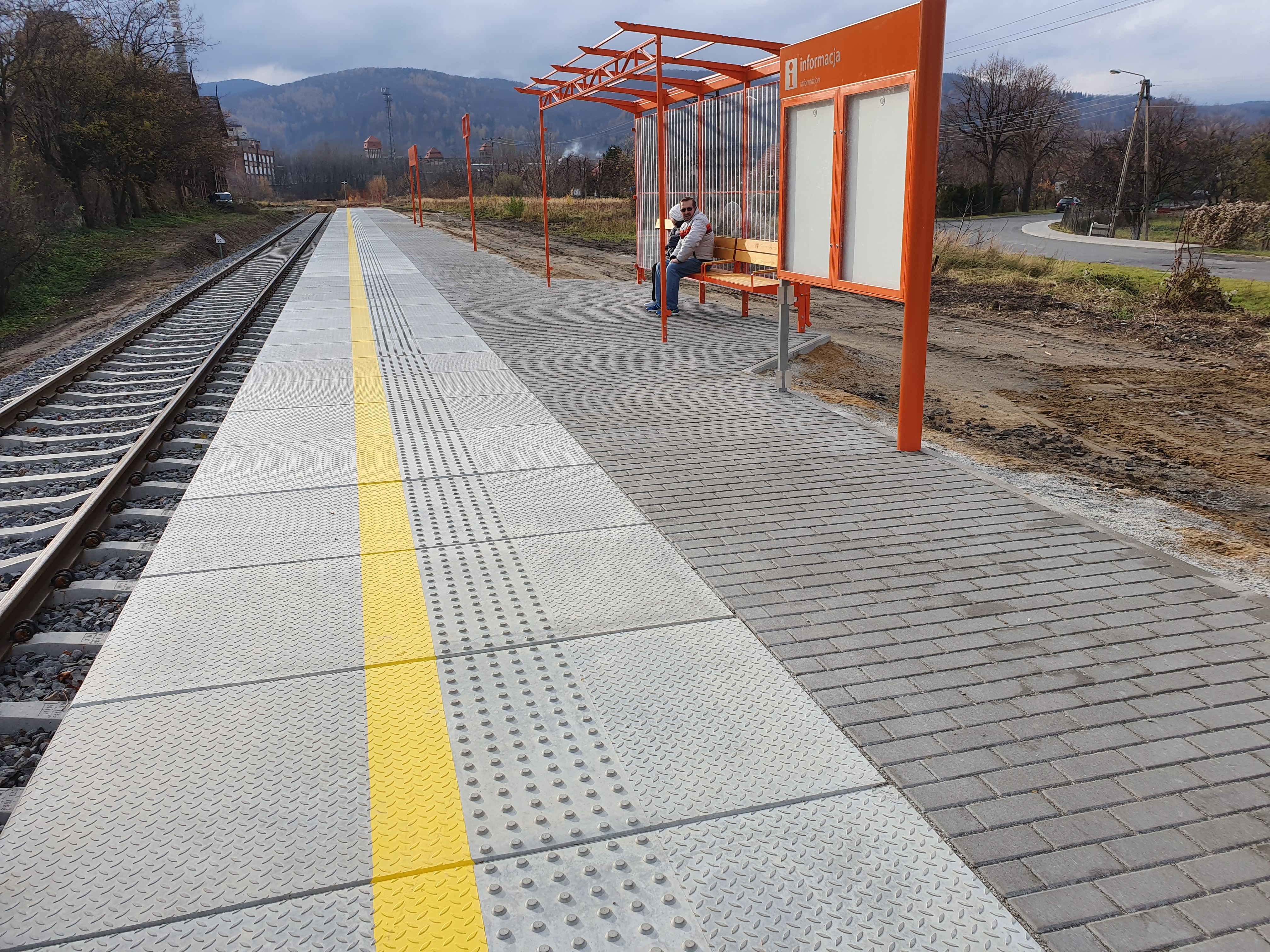
Przystanek Bielawa Zachodnia

Linię kolejową z Dzierżoniowa do Bielawy samorząd województwa dolnośląskiego przejął pod koniec roku 2017. Ruch pasażerski na tej linii był kilkukrotnie zawieszany od 26 maja 1962 roku, aż ostatecznie ustał 21 maja 1977 roku, a ruch towarowy w 2001 roku. Po niespełna 100 dniach od przejęcia linii przez samorząd odbył się przetarg na wykonanie robót prowadzących do rewitalizacji tego odcinka, a umowę podpisano 22 marca 2018. W ramach przetargu odświeżono nawierzchnię torową, poprawiono 4 przejazdy kolejowo-drogowe oraz zmodernizowano 2 przystanki kolejowe – Bielawa Centralna i Bielawa Zachodnia. Długość odcinka to 5 km, a całkowity koszt przewidziano na 15 milionów zł. Wbrew przewidywanemu szybkiemu terminowi oddania trasy do użytku (wrzesień 2019), linię otwarto dla ruchu pasażerskiego dopiero 15 grudnia tego roku. Całość kosztowała 14 milionów zł. Przy otwarciu linii doszło do niewielkiego protestu kilku osób niezadowolonych z likwidacji dzikiego przejazdu przez tory.
Linia z Bielawy Zachodniej do Srebrnej Góry dla ruchu pasażerskiego funkcjonowała również do 1977 roku i towarowego do 1987 roku. Pod koniec maja 2021 roku DSDiK ogłosiło przetarg na opracowanie dokumentacji projektowej oraz prace przygotowawcze. Na początku kwietnia 2024 roku ogłoszono przetarg na rewitalizację odcinka Nowa Bielawa – Bielawa Zachodnia wraz z budową nowego przystanku Bielawa Camping Sudety. Prace rozpoczęto na początku roku 2025.
28 stycznia 2025 roku ogłoszono przetarg na prace rewitalizacyjne pozostałego odcinka do Srebrnej Góry.

## Raport NIK

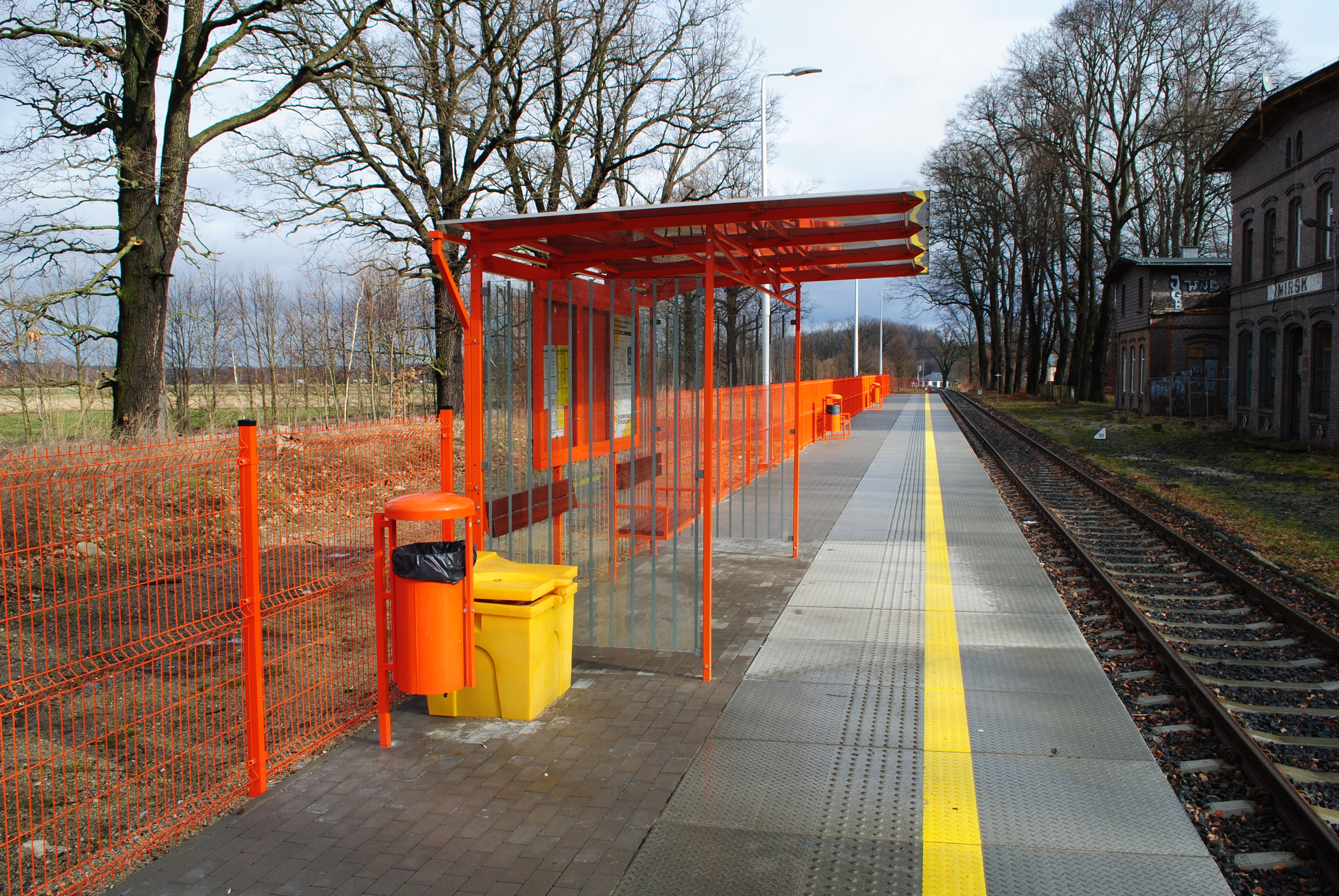
Stacje na liniach przejętych przez urząd marszałkowski mają pomarańczowy wystrój

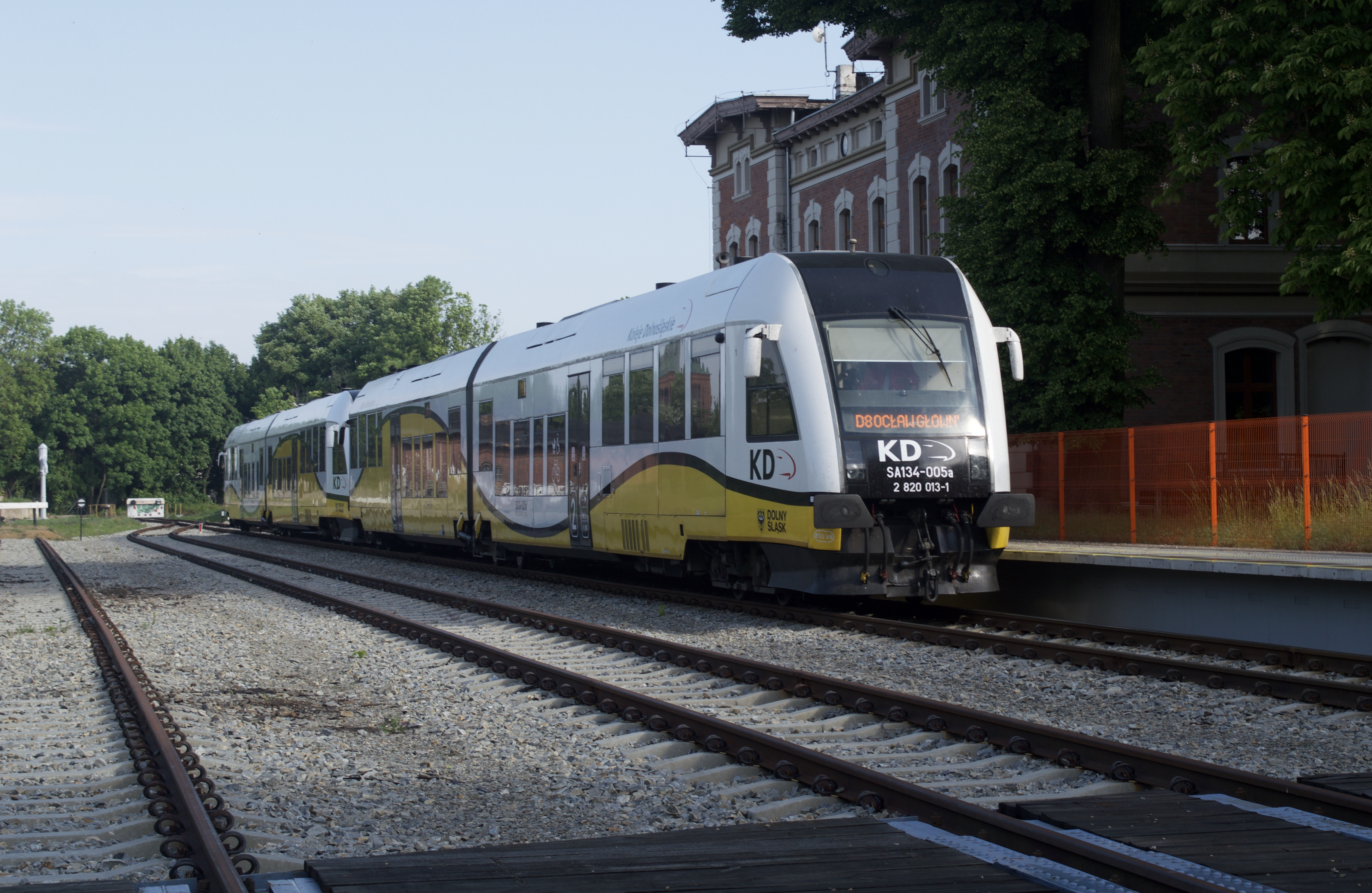
Linia trzebnicka jako pierwsza była przejęta przez dolnośląski samorząd

W styczniu 2022 ukazał się raport Najwyższej Izby Kontroli Działalność Samorządu Województwa Dolnośląskiego na rzecz przywracania połączeń kolejowych. Raport zarzuca m.in. że spośród 23 przejętych w tym czasie linii kolejowych przewozy pasażerskie zostały przywrócone zaledwie na trzech odcinkach o długości 37,6 km. Raport zarzuca również wysokie koszty przejęcia linii – 8 mln 196 tys. w skali roku i konstatuje, że przeprowadzana w tym tempie reaktywacja będzie trwała 52 lata. Zarzucano nieuwzględnienie rentowności linii kolejowych i nieliczenie się z potrzebami mieszkańców, a także brak odpowiednich analiz. NIK zaleciła samorządowi wojewódzkiemu zawieranie umów z PKP PLK w zakresie rewitalizowanych linii. W raporcie pokontrolnym zalecił Ministerstwu Infrastruktury o przeprowadzenie kompleksowej analizy planów transportowych.
Raport został określony przez środowisko dolnośląskich samorządowców jako „brednie” i zarzucili oni NIK nierzetelność w analizie danych, nie biorąc pod uwagę aktualnych robót budowlanych na pięćdziesięciu kilometrach w ciągu 1–3 lat od momentu przejęcia linii kolejowej. Wskazują, że NIK nie uwzględnił stopnia dewastacji dolnośląskich linii kolejowych oraz faktu, że Koleje Dolnośląskie są nader skąpo dotowane z budżetu.

## Przyszłość

### Założenia ogólne
Według planów samorządu województwa dolnośląskiego tylko 1 proc. mieszkańców dolnośląskich miast ma być pozbawionych transportu kolejowego, będą oni korzystać z innych rodzajów transportu. Marszałek województwa planuje przejąć łącznie 400 km linii kolejowych; głównym planem jest dotarcie kolei do wszystkich miast powiatowych województwa – pod koniec 2022 kolej nie docierała do Lwówka Śląskiego, Złotoryi i Góry Śląskiej – docelowo dostęp do kolei uzyska ok. 225 tys. osób. Złotoryja jest objęta programem Kolej Plus, w Górze w r. 2023 przygotowana jest infrastruktura, m.in. umowa na wykonanie wiaduktu nad drogą ekspresową S5.

### Problemy przy przejmowaniu linii
Przy przejmowaniu linii kolejowych samorząd napotyka na problemy. Linia 322 z Kłodzka do Stronia Śląskiego ma skomplikowaną strukturę własnościową, część należy do PKP S.A., część zaś do PKP PLK. Uregulowanie zawiłych czynności prawnych wymaga czasu, a sprawa była przedmiotem nieskutecznej interpelacji posłanki Moniki Wielichowskiej. Problem zostanie rozwiązany po wejściu w życie ustawy o komercjalizacji i restrukturyzacji Polskich Kolei Państwowych. 14 września 2023 trasa została przejęta w zarząd na 30 lat z możliwością przejęcia ostatecznego.
W oczekiwaniu na przejęcie linii Koleje Dolnośląskie uruchomiły we wrześniu 2022 zastępcze połączenie autobusowe na linii Kłodzko – Stronie Śląskie, wpisane do rozkładu jazdy pociągów. Podobne problemy występują również na linii z Jeleniej Góry do Lwówka Śląskiego, także z uwagi na zły stan mostu pilchowickiego. 14 września 2023 trasa została przejęta w zarząd na 30 lat z możliwością przejęcia ostatecznego.